# موینشت
شهر موینشت (به رومانیایی: Moineşti) در شهرستان بکو در کشور رومانی واقع شده‌است. جمعیت این شهر ۲۵٬۵۳۲ نفر  است.